# Могильовка
Могильо́вка (рос. Могилёвка) — село у складі району імені Лазо Хабаровського краю, Росія. Адміністративний центр Могильовського сільського поселення.

## Населення
Населення — 1276 осіб (2010; 1360 у 2002).
Національний склад (станом на 2002 рік):
- росіяни — 94 %